# Sylvester Turner
Sylvester Turner (Houston, Texas, 27 de septiembre de 1954 – Washington D. C., 5 de marzo de 2025) fue un político estadounidense. Fue alcalde de Houston, en el cargo desde 2016 por el partido demócrata. 

## Biografía
De origen humilde, fue criado en una familia de ocho hermanos y recibió apoyo de su comunidad religiosa para estudiar ciencias políticas en la Universidad de Houston y posteriormente derecho en la Escuela de Leyes de Harvard. Trabajó de manera particular llegando a tener su propia firma de abogados y enseñó leyes en algunas universidades texanas. En 1984 inició su carrera política como comisionado de su condado y de 1988 a 2016 fue integrante de la Cámara de representantes de Texas. Compitió en las elecciones para alcalde de la ciudad de Houston en 1991 y 2003 siendo derrotado por candidatos del partido republicano.Finalmente en las elecciones del año 2015 logró ser elegido como el 62° alcalde de la cuarta ciudad más poblada de los Estados Unidos de América.
El 5 de marzo del 2025 falleció en Washington D. C. Su predecesora electa Sheila Jackson Lee falleció también siendo representante en cargo. 